# László Lovász

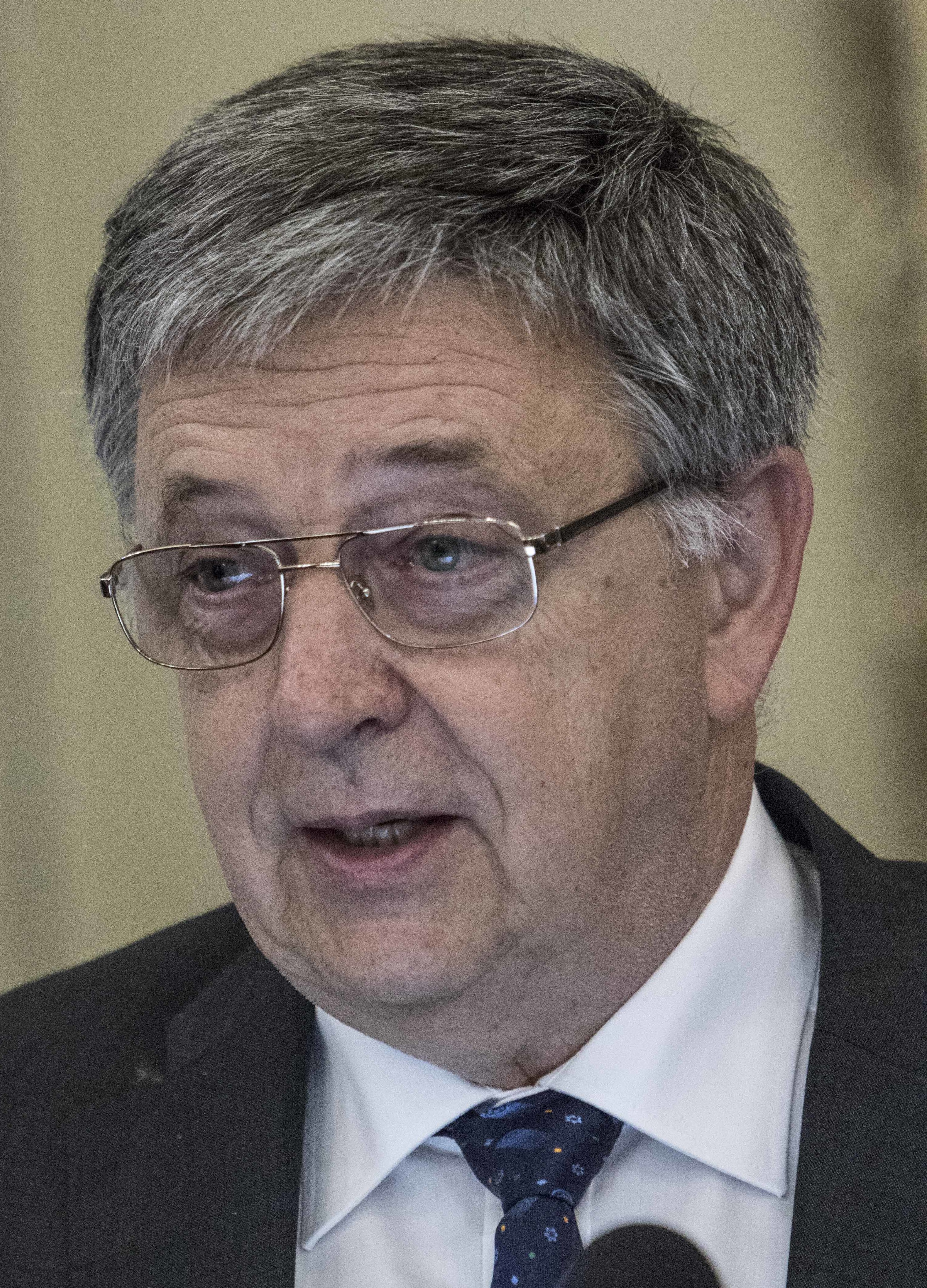
László Lovász (2017)

László Lovász (* 9. März 1948 in Budapest) ist ein ungarischer Mathematiker, der vor allem für seine Arbeiten auf dem Gebiet der Kombinatorik und Graphentheorie bekannt ist.

## Leben und Werk
Lovász wuchs in Budapest auf und besuchte dort das Fazekas Mihály Gimnázium. Von 1963 bis 1966 nahm er an der Internationalen Mathematik-Olympiade teil und gewann dabei drei Gold- und eine Silbermedaille. Zudem wurde er mit zwei Spezialpreisen ausgezeichnet.
Lovász promovierte 1971 bei Tibor Gallai an der Loránd-Eötvös-Universität (ELTE) in Budapest. Von 1971 bis 1975 war er wissenschaftlicher Mitarbeiter an der ELTE, von 1975 bis 1978 Dozent an der József-Attila-Universität in Szeged. Anschließend war er bis 1982 Inhaber des Lehrstuhls für Geometrie. Dann kehrte er nach Budapest zurück und übernahm dort den Lehrstuhl für Informatik der ELTE, den er von 1983 bis 1993 hielt. 1993 ging László Lovász in die USA, wo er von 1993 bis 2000 als Professor an der Yale University und von 1999 bis 2006 für Microsoft Research arbeitete. 2006 kehrte er nach Budapest zurück und wurde Direktor des Mathematischen Institutes der ELTE. Des Weiteren hielt er Gastprofessuren an der Vanderbilt University (1972/72), der Universität von Waterloo (1978/79), der Universität Bonn (1984/85), der University of Chicago (1985) und der Cornell University (1985) und ist Honorarprofessor am Forschungsinstitut für Diskrete Mathematik der Universität Bonn. Von 2007 bis 2010 war er Präsident der International Mathematical Union (IMU) und ist im Vorstand 2011 bis 2014 als Ex Officio vertreten. Im Mai 2014 wurde er für drei Jahre zum Präsidenten der Ungarischen Akademie der Wissenschaften gewählt und im Jahr 2017 wiedergewählt.
Mit dem (g,f)-Faktorsatz lieferte Lovász 1970 eine wichtige Verallgemeinerung des f-Faktorsatzes von Tutte. 1972 bewies er dann die sogenannte schwache Vermutung für perfekte Graphen, die seitdem auch als Perfekter-Graphen-Satz oder als Satz von Lovász bezeichnet wird. 1975 bewies er das nach ihm benannte Lovász-Local-Lemma. 1978 bewies Lovász mit Hilfe topologischer Methoden eine Vermutung von Kneser in der Graphentheorie. Dies führte zur Herausbildung des neuen mathematischen Fachgebiets der Topologische Kombinatorik.
Er ist mit Arjen Lenstra und Hendrik Lenstra Erfinder des LLL-Algorithmus zur Reduktion der Basis von Gittern mit Anwendungen zum Beispiel in der Kryptographie.
1995 stellte er mit Ravi Kannan und Miklós Simonovits die KLS-Vermutung (benannt nach den drei Mathematikern) auf, bei der bis 2021 mit Hilfe der Methoden der stochastischen Lokalisierung von Ronen Eldan (siehe dessen Artikel) bedeutende Fortschritte erzielt wurden. Sie ist eine  zentrale Vermutung der konvexen Geometrie.
Lovász ist mit der ungarischen Mathematikerin Katalin Vesztergombi verheiratet, mit der er vier Kinder hat. Einer ihrer Söhne nahm ebenfalls an der Internationalen Mathematik-Olympiade teil und gewann dort eine Gold- und eine Silbermedaille.

## Auszeichnungen und Ehrungen
Lovász wurde 1979 mit dem Pólya-Preis ausgezeichnet. Für seine Arbeiten auf dem Gebiet der diskreten Mathematik erhielt Lovász 1999 den Wolf-Preis sowie den Knuth-Preis. 2006 erhielt er den John-von-Neumann-Theorie-Preis. 1990 hielt er einen Plenarvortrag auf dem ICM in Kyōto (Geometric Algorithms and Algorithmic Geometry) und 1983 war er Invited Speaker auf dem ICM in Warschau (Algorithmic aspects of combinatorics, geometry and number theory). 1993 erhielt er die Brouwer-Medaille, 2001 wurde er mit dem Gödel-Preis ausgezeichnet, sowie 2007 mit dem János-Bolyai-Kreativpreis. 2008 hielt er einen Plenarvortrag auf dem Europäischen Mathematikerkongress in Amsterdam (Very large graphs) und wurde zudem mit dem Széchenyi-Preis ausgezeichnet. 2010 wurde er mit dem Kyoto-Preis ausgezeichnet, 2012 mit dem Fulkerson-Preis und 2017 mit der Béla-Szőkefalvi-Nagy-Medaille. 2002 wurde er in die Leopoldina gewählt. 1991 wurde er als ordentliches Mitglied in die Academia Europaea aufgenommen. Er ist seit 2009 Ehrenmitglied der London Mathematical Society und seit 2012 Fellow der American Mathematical Society. Seit 2006 ist er Mitglied der Russischen und der Königlich Niederländischen Akademie der Wissenschaften, seit 2007 der Königlich Schwedischen Akademie der Wissenschaften und seit 2012 der National Academy of Sciences. Der Nordrhein-Westfälischen Akademie der Wissenschaften gehört er seit 1993 als korrespondierendes Mitglied an. Er ist Ehrendoktor mehrerer Universitäten.
2004/05 und 2005/06 war Lovász im Abelpreis-Komitee. 2021 erhielt er selbst den Abelpreis. Lovász wurde ausgewählt, 2022 eine Gauß-Vorlesung zu halten.

## Schriften
- Combinatorial Problems and Exercises. North-HOlland, 1979
- mit M. D. Plummer: Matching Theory. North-Holland, 1986
- An algorithmic theory of numbers, graphs, and convexity. Society for Industrial and Applied Mathematics, 1986
- mit Martin Grötschel, Alexander Schrijver: Geometric Algorithms and Combinatorial Optimization. Springer, 1988
- mit Bernhard Korte, Rainer Schrader: Greedoids. Springer, 1991
- mit Ronald L. Graham, Martin Grotschel (als Herausgeber): Handbook of Combinatorics – Vol. 1 & 2. MIT Press 1996
- mit J. Pelikán, K. Vesztergombi: Discrete Mathematics: Elementary and Beyond. Springer 2003.
- Large Networks and Graph Limits. AMS, 2012